# Corchorus laniflorus
Corchorus laniflorus là một loài thực vật có hoa trong họ Cẩm quỳ. Loài này được Rye mô tả khoa học đầu tiên năm 1994.